# Киллингс, Рон
Ро́нни А́арон Ки́ллингс (англ. Ronnie Aaron Killings, род. 19 января 1972, Атланта) — американский рестлер, выступающий в WWE под именем Рон Киллингс (англ. Ron Killings).
Киллингс работал в World Wrestling Federation (WWF, ныне WWE) под именем Кей-Квик (англ. K-Kwik) с 1998 по 2002 год, создав команду с Дорожным псом и дважды выиграв титул хардкорного чемпиона WWF. После своего ухода в 2002 году он присоединился к новому промоушену Джеффа Джарретта Total Nonstop Action Wrestling (TNA). Под именем Рон «Правда» Киллингс он выступал хедлайнером многочисленных PPV, дважды выиграл титул чемпиона мира в тяжёлом весе NWA, став первым афроамериканским обладателем титула. Он также сформировал команду 3 Live Kru вместе с Би Джи Джеймсом и Коннаном, и трио дважды выиграло титул командных чемпионов мира NWA. Киллингс создал команду Team Pacman с футболистом Адамом Джонсом и выиграл с ним титул командных чемпионов мир TNA, после чего покинул TNA в конце 2007 года.
Киллингс вернулся в WWE в 2008 году и получил имя Ар-Труф (англ. R-Truth), выиграв титул чемпиона Соединённых Штатов WWE и командное чемпионство WWE (с Кофи Кингстоном) в течение следующих нескольких лет. В начале 2010-х годов он был хедлайнером нескольких PPV-шоу WWE, включая матчи за звание чемпиона WWE и чемпиона мира в тяжелом весе. После этого он использовался в комедийных ролях до 2018 года, когда он в команде с Кармеллой выиграл второй выпуск «Вызова смешанных пар». Затем он во второй раз выиграл титул чемпиона Соединённых Штатов WWE в 2019 году. Позже в том же году он выиграл недавно учрежденный титул чемпиона WWE 24/7 и стал рекордсменом по количеству побед — больше 50.

## Ранняя жизнь
В 20 лет Киллингс продавал кокаин на улицах, чтобы заработать деньги. С юных лет Киллингс полюбил хип-хоп и брейк-данс и посещал среднюю школу при университете Хардинга, где он играл в футбол вместе с будущим вторым бейсменом MLB Рэем Даремом. Киллингс также участвовал в соревнованиях по легкой атлетике и был талантлив в обоих видах спорта, получал различные стипендии в колледже, но отказался от них, чтобы продолжить музыкальную карьеру. Киллингс окончил среднюю школу в 18 лет, но он также продолжал торговать наркотиками, чтобы помочь своей музыкальной карьере в финансовом плане, и был арестован четыре раза, провел в тюрьме небольшое количество времени, но в конце концов провел в заключении 13 месяцев. В интервью Лилиан Гарсия Киллингс сказал, что после этого случая он покончил с таким образом жизни.

## Карьера в рестлинге

### Ранняя карьера (1997—2002)
Джеки Крокетт из National Wrestling Alliance познакомился с Киллингсом в реабилитационном центре после его освобождения из тюрьмы и пытался убедить его заняться рестлингом, однако Киллингс был сосредоточен на музыкальной карьере. Он посвятил два года музыке, после чего вновь связался с Крокеттом и выразил интерес к рестлингу. К тому моменту Крокетт уже работал старшим оператором в World Championship Wrestling (WCW) и начал водить Киллингса на шоу WCW и Pro Wrestling Federation, знакомя его с представителями индустрии.
Киллингс дебютировал в Pro Wrestling Federation (PWF) в 1997 году в роли менеджера, а затем в течение трёх лет путешествовал и тренировался с Мэнни Фернандесом. В 1999 году он дебютировал в NWA Wildside под именем Кей-Краш, где 12 декабря стал первым обладателем новосозданного титула телевизионного чемпиона NWA Wildside. В 2002 году он выступал в Xtreme Pro Wrestling (XPW) под именем K. Малик Шабаз.

### World Wrestling Federation (1999—2001)
По настоянию Рика Майклза Киллингс отправил промо-видеозапись в World Wrestling Federation (WWF). В 1999 году он подписал двухлетний подготовительный контракт и под именем Кей-Квик был направлен в Memphis Championship Wrestling — подготовительную территорию WWF. 12 апреля в Робинсонвилле, Миссисипи, он победил в баттл-рояле и стал Чемпионом Юга в тяжёлом весе. 24 мая в Тунике, Миссисипи, он уступил титул Джерри Лоулеру, выступавшему под маской, но 19 августа в Мемфисе, Теннесси, вновь завоевал его, победив Джоуи Эбса. Его второе чемпионство завершилось 3 ноября после поражения от Стива Брэдли в Маниле, Арканзас.
Кей-Квик был переведён в основной состав и выступал в команде с Дорожным псом. Он дебютировал 13 ноября 2000 года в выпуске Raw is War, атаковав Уильяма Ригала во время его матча с Дорожным псом. Кей-Квик и Дорожный пёс начали вместе читать рэп, исполняя композицию «Gettin’ Rowdy» по пути к рингу. Позже в том же месяце, с возвращением бывшего партнёра Дорожного пса — Билли Ганна, Кей-Квик оказался вовлечён в неофициальное воссоединение группировки D-Generation X. На Survivor Series он объединился с бывшими участниками этой группировки — Дорожным псом, Билли Ганном и Чайной — в матче против «Радикалов». Кей-Квик вылетел из матча, а «Радикалы» одержали победу. На Armageddon Кей-Квик и Дорожный пёс приняли участие в четырёхстороннем командном матче за командное чемпионство, который выиграли Эдж и Кристиан.
После того как Дорожный пёс был отстранён от выступлений в декабре, а затем уволен 26 января 2001 года, Кей-Квик стал одиночным рестлером и регулярно появлялся на шоу Jakked. Он принял участие в Royal Rumble, но вылетел из матча после того, как его выбросил Биг Шоу. Позже Кей-Квик начал выступать в хардкорном дивизионе. 3 февраля он победил Ворона и стал хардкорным чемпионом WWF, однако в тот же вечер проиграл титул Крэшу Холли по правилам 24/7. На следующий день он вновь победил Рэйвена и вернул титул, но спустя несколько часов снова уступил его Холли. В летние месяцы Квик оказался на вторых ролях в рамках сюжетной линии «Вторжение», чаще всего появляясь в закулисных сегментах вместе с другими рестлерами, наблюдая за матчами межбрендового противостояния. В августе 2001 года он был уволен из WWF.

## NWA: Total Nonstop Action / Total Nonstop Action Wrestling

### Чемпион мира NWA в тяжёлом весе (2002—2003)
Киллингс подписал контракт с базирующейся в Нашвилле, Теннесси федерацией NWA: Total Nonstop Action (NWA:TNA) в июне 2002 года и дебютировал на первом еженедельном PPV-шоу TNA 19 июня под именем Кей-Краш. Сразу же закрепившись в роли хила, он начал задирать гонщиков NASCAR — Стерлинга Марлина и Хёрми Сэдлера, за что был атакован Брайаном Кристофером. Позже в тот же вечер он принял участие в матче Gauntlet for the Gold, но вылетел после столкновения с Малисом.
На следующей неделе Киллингс проиграл Кристоферу после вмешательства Марлина и Сэдлера. 3 июля Киллингс и Джефф Джарретт победили Кристофера и Скотта Холла после того, как Кристофер предал партнёра и встал на сторону Киллингса и Джарретта. 10 июля Киллингс победил Хёрми Сэдлера в одиночном матче, однако решение было отменено, так как он продолжал избивать соперника после завершения боя. 17 июля на PPV-шоу TNA Киллингс произнёс яростную речь, в которой дал понять, что его ограничивали из-за расовой принадлежности. После этого он заявил, что отныне его следует называть «Правда». В дальнейшем он стал использовать собственное имя, выступая как Рон «Правда» Киллингс. 7 августа на шоу NWA-TNA 8 он победил Кена Шемрока и стал чемпионом мира NWA в тяжёлом весе, став первым в истории признанным афроамериканцем, завоевавшим этот титул, и четвёртым афроамериканцем в истории рестлинга, ставшим чемпионом мира в тяжёлом весе. Он успешно защитил чемпионство в боях против Монти Брауна, Джерри Линна, Лоу Ки, Курта Хеннига и Скотта Холла, прежде чем уступил титул 20 ноября Джеффу Джарретту, которому помог Винс Руссо. В результате вмешательства Руссо Киллингс стал фейсом. В последующие месяцы он враждовал с группировкой Sports Entertainment Xtreme, а затем снова перешёл на сторону хилов, напав на Джарретта 19 марта. Позже Киллингс представил своего нового телохранителя — Нельсона Найта.
3 Live Kru (2003—2005)
С мая по июнь 2003 года Киллингс начал выступать в команде с Коннаном и своим бывшим партнёром по WWF Би Джи Джеймсом. В июле трио образовало группировку 3 Live Kru. Впервые они выступили как команда 13 августа, победив команду «Ученики Новой церкви» (Синн, Вампир Воин и Девон Сторм). Вскоре 3 Live Kru нацелились на командное чемпионство мира NWA. 26 ноября они победили Саймона Даймонда, Джонни Суингера и Гленна Гилберти в командном матче 3 на 3, в котором разыгрывались вакантные титулы. Чемпионство перешло к трио и удерживалось по «Правилу волных птиц», согласно которому титул разделяется между всеми участниками команды. 28 января 2004 года 3 Live Kru уступили титулы команде Redshirt Security (Кевин Норткатт и Ледженд).
После нескольких неудачных попыток вернуть командные титулы участники 3 Live Kru начали поддерживать стремление Киллингса вновь стать чемпионом мира NWA в тяжёлом весе. 9 июня Джефф Джарретт, владевший титулом, принял участие в «вызове 3 Live Kru», по которому он должен был последовательно встретиться с Коннаном, Би Джи Джеймсом и Киллингсом. Джарретт победил Коннана в матче с ремнём и Джеймса — в «поединке трейлер-трэша» (хардкорном матче), но уступил Киллингсу в «поединке гетто-правосудия». 19 мая Киллингс сразился с Эй Джей Стайлзом, Вороном и Крисом Харрисом в четырёхстороннем матче за титул. Благодаря вмешательству Джарретта, ударившего Стайлза гитарой, Киллингс победил и во второй раз стал чемпионом мира NWA в тяжёлом весе. Его второе чемпионство продлилось до 2 июня, когда Джарретт вновь победил его в матче «Царь горы», в котором также участвовали Харрис, Стайлз и Рэйвен. В дальнейшем 3 Live Kru начали вражду с наёмниками Джарретта — группировкой «Элитная гвардия» (Чад Колльер, Хотстафф Эрнандес и Оникс). 14 июля 3 Live Kru вместе с Дасти Роудсом и Ларри Збышко победили Джарретта, Кена Шемрока и «Элитную гвардрию» в десятиместном командном матче. С августа 3 Live Kru начали вражду с «Командой Канады». На Victory Road 7 ноября Коннан и Джеймс победили участников «Команды Канады» Бобби Руда и Эрика Янга и завоевали командное чемпионство мира NWA. После того как Коннан получил травму, Киллингс и Джеймс проиграли титулы «Команде Канады» на Turning Point 5 декабря. В начале 2005 года 3 Live Kru враждовали с Майклом Шейном и Казом, «Командой Каналы» и «Натуралами».

Разлад начался после того, как бывший партнёр Би Джи Джеймса по команде в WWE — Билли Ганн — присоединился к TNA под именем Изгой нового века и попытался убедить Джеймса воссоздать их прежнюю команду — «Изгоев нового века». Киллингс и Коннан начали вражду с Изгоем и Монти Брауном, тогда как Джеймс оказался между двух огней. Браун и Изгой, сменивший имя на Кип Джеймс в качестве психологического хода, победили Киллингса и Коннана на шоу No Surrender 17 июля, при этом Джеймс отказался помогать любой из сторон. Разочарованные Киллингс и Коннан стали называть себя 2Live Kru, хотя Киллингс пытался сохранить нейтралитет и выступал посредником между Джеймсом и Коннаном. На Sacrifice 14 августа состоялся матч-реванш, где директор TNA Ларри Збышко назначил Би Джи Джеймса специальным рефери. В ходе матча Джеймс подтвердил верность 3 Live Kru, атаковав Кипа, что позволило Коннану удержать соперника и принести победу. 11 сентября на шоу Unbreakable 3 Live Kru победили команду «Бриллианты в грубой огранке» в командном матче 3 на 3. После того как 1 октября на телеканале Spike TV стартовало шоу Impact!, Кип Джеймс вновь появился в эфире — на этот раз в роли союзника 3 Live Kru. Он был судьёй в матче с клюшками на шоу Genesis 13 ноября, который выиграли 3 Live Kru. Впоследствии Кип Джеймс официально вошёл в группировку, которая стала называться 4 Live Kru. 11 декабря на Turning Point 4 Live Kru сразились с «Командой Канады» в командном матче 4 на 4. Во время боя Коннан ударил Кипа и Би Джи Джеймса стулом, что позволило Бобби Руду удержать Кипа. Затем Коннан попытался отпраздновать победу с Киллингсом, но тот выглядел шокированным поступком партнёра. Позже Киллингс сказал Коннану, что покончено с группировкой.

## Фильмография
- 2003 — Глава государства — в роли самого себя[8].
- 2008 — Рестлер — в роли самого себя[9].
- 2016 — Break Dance Revolution — в роли DJ R. Killings
- 2018 — Blood Brother — в роли Блейна

## В рестлинге

### Любимые приёмы
- Завершающие приёмы
  - Consequence (Elevated cradle neckbreaker)[10] — 2002—2004
  - Corkscrew scissors kick[10][11][12]
  - Flying Jalapeño[10] (TNA) / Lie Detector[13] (WWE) (Corkscrew flying forearm smash) — 2009—2011; использовался как обычный приём в TNA
  - Hang Time (450° splash)[13][10] — 2002—2004
  - Truth Conviction (Sitout inverted suplex slam)[10] — TNA; используется как обычный приём в WWE
  - 'Lil' Jimmy' (Jumping reverse STO)[14][15] — 2011-настоящее время
- Коронные приёмы
  - Как R-Truth
    - Belly To Back Suplex
    - Hip Toss
    - Bicucle Kick
    - Corkscrew Leg Lariat
    - DDT
    - Front Russian Leg Sweep
    - Hip Toss
    - Leg Drop
    - Lie Detector (Corkscrew Forearm Smash)
    - Missile Dropkick
    - Reverse Elbow
    - Slingshot Plancha
    - Scoop Powerslam
    - Stinger Splash
    - Spinebuster переведённый в Thesz Press
    - Tilt-A-Whirl Headcissors
    - Truth Or Consequences (Vertical Stunner)

  - Как Ron Killings
    - Belly To Back Suplex
    - Corkscrew Leg Lariat
    - Diving Leg Drop
    - Flying Forearm Smash
    - Fisherman Jawbreaker
    - Hip Toss
    - Lie Detector (Corkscrew Forearm Smash)
    - Slingshot Midsection Headbutt
    - Super Kick
    - Running Powerslam
    - Reverse STO
    - Tope Con Hilo
    - Vaulting Plancha
    - Vertical Suplex
    - Wheelbarow Gourdbuster

### Прозвища
- «The Truth»[13]
- «The Suntan Superman»[16]
- «The Conspiracy Theorist»[17]

### Музыкальные темы
- World Wrestling Federation / World Wrestling Entertainment / WWE
  - как K-Kwik
    - «Gettin' Rowdy» в исполнении Брайна Джерарда Джеймса и Рона Киллингса (WWF)
    - «Rowdy» в исполнении Рона Киллингса[18] (WWF)

  - как R-Truth
    - «What’s Up? (Remix)» в исполнении Рона Киллингса[18] (25 июля 2008-13 сентября 2010; 15 ноября 2010-18 апреля 2011)
    - «Right Time (To Get Crunk)» в исполнении Рона Киллингса[18][19] (September 13, 2010-November 15, 2010)
    - «Little Jimmy» от Джима Джонстона[20][21] (22 августа 2011-настоящее время)
- Total Nonstop Action Wrestling / Asistencia Asesoría y Administración
  - «What’s Up?» в исполнении Рона Киллингса[18] (TNA)
  - «Toma» от Pitbull[18] (AAA)
  - «He’s Back» от Дейла Оливера[18] (TNA; Использовалась командой Пэкмена Джонса)

### Менеджеры
- Кармелла

## Титулы и награды
- Pro Wrestling Illustrated
  - № 18 в списке 500 лучших рестлеров 2004 года
  - Команда года (2012) — вместе с Кофи Кингстоном
- World Wrestling Entertainment / WWE
  - Хардкорный чемпион WWE (2 раза)
  - Чемпион WWE 24/7 (51 раз)
  - Чемпион Соединённых Штатов WWE (2 раза)
  - Командный чемпион WWE / WWE Raw (2 раза) — с Кофи Кингстоном (1), с Мизом (1)
  - Mixed Match Challenge (2 сезон) — с Кармеллой
  - Слэмми за лучшую музыкальную тему (2008)
- Total Nonstop Action Wrestling
  - Чемпион мира в тяжёлом весе NWA (2 раза)
  - Командный чемпион мира NWA (2 раза) — с Би Джи Джеймсом и Коннаном
  - Командный чемпион мира TNA (1 раз) — с Пэк-Мэном